# Republicanismo nos Estados Unidos

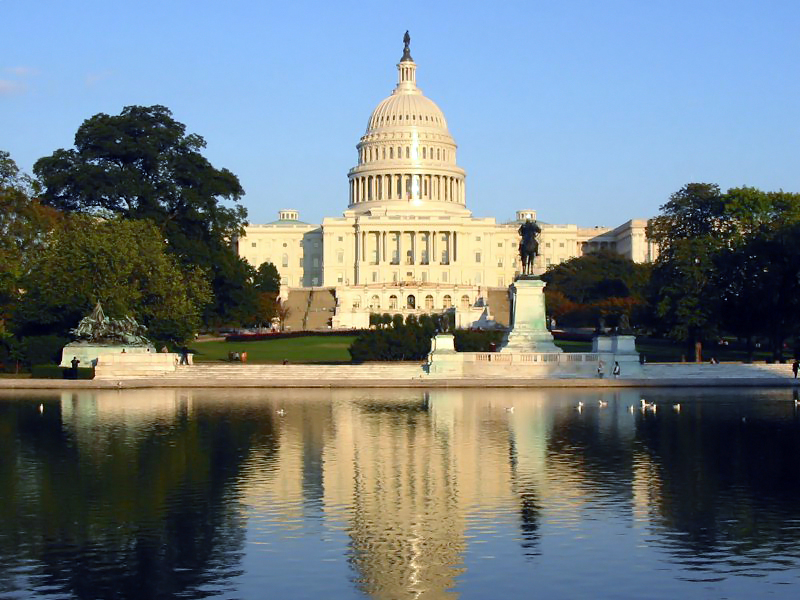
O Capitólio dos Estados Unidos exalta as virtudes republicanas clássicas.

O republicanismo é o sistema de valores políticos que vem sendo a parte principal do pensamento cívico dos Estados Unidos desde a Revolução Americana. Ela enfatiza a liberdade e os direitos inalienáveis como seus valores centrais, faz do povo, como um todo, soberano, rejeita o poder político herdado, espera que os cidadãos sejam independentes em sua atuação nos deveres cívicos, e vilaniza a corrupção política. O republicanismo americano foi fundado e praticado pela primeira vez pelos Pais Fundadores da nação, no século XVIII. O sistema teve como base os modelos romano, renascentista e inglês. Além da Revolução Americana, serviu como base para a declaração de independência (1776) e da constituição (1787) do país, bem como o Discurso de Gettysburg.
Republicanismo não é o mesmo que democracia, na medida em que ele assegura que as pessoas têm direitos inalienáveis que não podem ser eliminados nem mesmo por uma maioria de eleitores. Desde a década de 1830, quando Alexis de Tocqueville alertou a respeito da "tirania da maioria" numa democracia, os defensores das minorias têm procurado avisar sobre a necessidade dos tribunais protegerem estes direitos, revertendo os esforços feitos pelos votantes de acabarem com os direitos de uma minoria impopular. De acordo com Martin Edelman, professor de ciência política da Universidade do Estado de Nova Iorque em Albany (1984), o que o juiz da Suprema Corte Joseph Story havia alertado, quando se opôs à democracia jacksoniana, havia acontecido; Story via "opressão" quando as maiorias populares de diversos estados, durante a década de 1830, começaram a restringir e erodir os direitos de propriedade da minoria de homens ricos. Para Edelman o Chefe de Justiça John Marshall, ao se utilizar da doutrina da revisão judicial teve um papel crucial na promoção do republicanismo dos pais fundadores.
"Republicanismo" deriva do termo "república", porém as duas palavras têm significados bem diferentes; enquanto "república" é uma forma de governo, "republicanismo" é uma ideologia política.
Dois dos principais partidos do país receberam evidentemente seus nomes a partir deste conceito; o partido republicano de Thomas Jefferson (fundado em 1793, e chamado com frequência de "Partido Democrata-Republicano" pelos cientistas políticos, defensores da chamada democracia jeffersoniana), e o atual Partido Republicano (fundado em 1854 e inspirado na Revolução Francesa).